# Dori Media Group
A empresa foi fundada por Yair Dori em Fevereiro de 1996, em Israel, com nome de Yair Dori Communications Ltd e desde Novembro de 2004, passou a ser denominada de Dori Media Group. A DMG está representada na Suíça, Argentina, Estados Unidos e Portugal.
Presidida por Nadav Palti, a empresa realiza trabalhos para a televisão argentina e é uma das principais representantes de produtos televisivos da América do Sul, contando com seriados, telenovelas e canais de televisão.

## Produtos

### Televisão
Estas são algumas das produções realizadas e distribuídas pela empresa:
- Split.
- Hombres de Honor.
- Fortuna de Amor.
- El Juego del Amor.
- Amor Latino.
- Dr. Amor.
- Jesus El Heredero.
- Rincón de Luz.
- Padre Coraje.
- Floricienta.
- Amor Mío.
- Rebelde Way.
- Collar de Esmeraldas.
- Juanita, la Soltera.
- El Refugio.
- SOS Mi Vida.
- Lalola.
- La Maga.
- Amanda O.
- Cupido, El Negocio del Amor.
- Champs 12.
- Esperanza mía.

### Cinema
- Erreway 4 Caminos.

### Distribuidora de canais
- Televiva.
- Viva.
- Viva Platina.

### Internet
- Novebox.com.